# Hermanus Brockmann
Hermanus "Herman" Gerardus Brockmann (Amsterdam, 14 de juny de 1881 – Den Haag, 18 de gener de 1936) va ser un remer neerlandès que va competir cavall del segle xix i el segle xx.
El 1900 va prendre part en els Jocs Olímpics de París, on guanyà tres medalles, una d'or, una de plata i una de bronze del programa de rem com a timoner de l'equip Minerva Amsterdam. La medalla l'or l'aconseguí en la prova de dos amb timoner, una prova en què no disputà la final, però que el COI considera vencedor; la de plata fou en el quatre amb timoner i la de bronze en el vuit amb timoner.